# Pseudophaloe patula
Pseudophaloe patula är en fjärilsart som beskrevs av Walker 1854. Pseudophaloe patula ingår i släktet Pseudophaloe och familjen björnspinnare. Inga underarter finns listade.